# Jeremy Martin
Jeremy Martin, né le 25 mai 1992, est un coureur cycliste canadien, membre de l'équipe Focus CX Canada depuis 2016.

## Palmarès en cyclo-cross
- 2011-2012
  - 3e du championnat du Canada de cyclo-cross espoir
- 2015-2016
  - Verge NECXS #5, Warwick
- 2016-2017
  -  Champion du Canada de cyclo-cross
  - 10e du championnat panaméricain de cyclo-cross

## Palmarès en VTT

### Championnats du Canada
- 3e du championnat de cross-country espoir 2012
- 3e du championnat de VTT-marathon 2016